# 红村区 (科斯特罗马州)

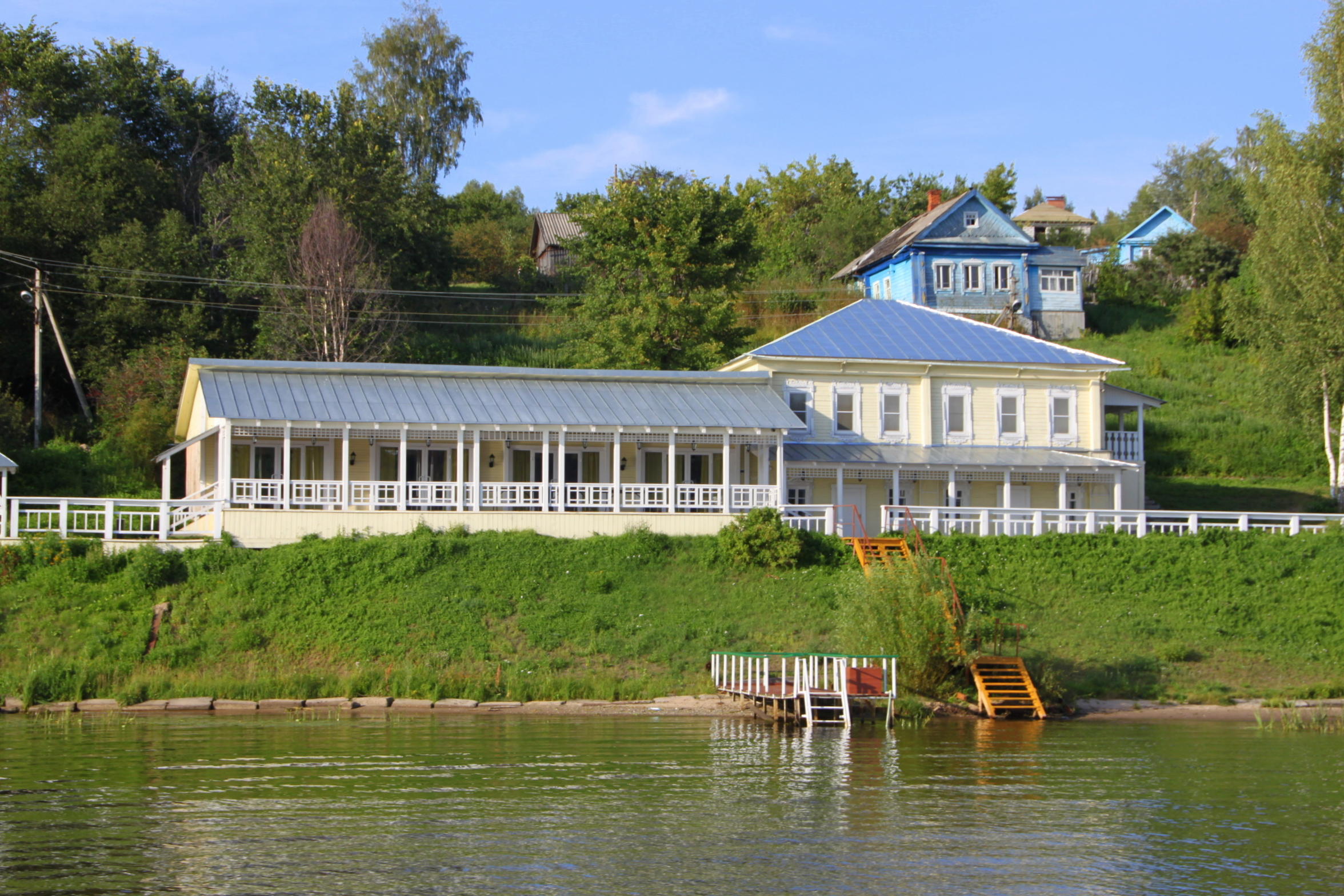

57°31′N 41°14′E / 57.517°N 41.233°E
红村区（俄语：Красносельский район），是俄羅斯的一個區，位於該國西部，由科斯特羅馬州負責管轄，面積950平方公里，2010年人口17,845，人口密度每平方公里18.78人。